# Засоби ініціювання вибуху
Засоби ініціювиння (вибуху) (рос. средства инициирования взрыва, англ. initiating means, нім. Initiator m) — невеликі заряди високочутливих ВР, які розміщені у гільзах (капсуль-детонатори та електродетонатори) або (детонуючі шнури) з вмонтованим в них або під'єднаним засобом збудження їх детонації, який породжує детона-цію промислових ВР.

## Характеристика
Для низькочутливих ВР застосовують проміжні детонатори масою 200—400 г, виготовлені з пресованого тротилу або суміші тротилу з гексогеном.
Електрозапалювальна трубка — засіб ініціювання, призначений для дистанційного збудження горіння вогнепровідного шнура.
Електротермічний елемент (ЕТЕ) — засіб ініціювання, призначений для запалювання піротехнічного складу безполум'яного висадження.